# Rudi Assauer
Rudolf "Rudi" Assauer (30 de abril de 1944-6 de febrero de 2019) fue un jugador y entrenador de fútbol alemán. Después de su carrera profesional en el Borussia Dortmund y el Werder Bremen, Assauer se desempeñó como gerente general del Schalke 04 durante muchos años. 

## Carrera
Assauer, nacido en el Sarre, jugó en 307 partidos para el Borussia Dortmund y el Werder Bremen entre 1964 y 1976. De 1976 a 1981, siguió siendo el gerente general del Werder Bremen, antes de irse a trabajar como gerente general del Schalke 04 por primera vez entre 1981 y 1986 (fue el entrenador interino en 1981 en dos ocasiones; primero con Heinz Redepenning, y en segundo lugar, por su cuenta). Este primer mandato terminó con su despido, y Assauer pasó cuatro años fuera del fútbol y entró en el sector inmobiliario. Regresó a la gerencia en 1990, y en 1993, una vez más se convirtió en gerente general (no en un puesto de entrenador) en el Schalke. 
Desde que asumió el control por segunda vez, el Schalke tuvo mucho éxito, incluida una victoria en la Copa de la UEFA de 1997 y una victoria en las finales de la DFB-Pokal de 2001 y 2002. El Schalke perdió por poco la carrera por el título de la Bundesliga en 2001 en el último minuto ante el Bayern Múnich, que fue descrito como el momento más amargo de su carrera. Assauer también supervisó el desarrollo de un nuevo estadio para el club. En mayo de 2006, se sospechó que Assauer había revelado información secreta sobre los problemas financieros del Schalke, por lo que el club y Assauer se separaron. 
A partir de febrero de 2009, había sido agente de jugadores. Su agencia Assauer Sportmanagement AG representa, entre otros, a Marc-André Kruska, Stefan Wächter, Sun Xiang y Pekka Lagerblom.

## Imagen y personalidad
Aussauer fue uno de los gerentes de fútbol alemanes más conocidos, también por su imagen y apariencia distintivas. Era muy franco con sus opiniones y tenía la imagen de un "Macho con corazón". Debido a su hábito de fumar una gran cantidad de cigarros, se le dio el apodo de Stumpen-Rudi, o Cheroot Rudi. Michael Meier, expresidente del Borussia Dortmund, lo describió como un Hooligan de Cachemira. 
En 2010, se le citó diciendo que los futbolistas abiertamente gay deberían encontrar otro trabajo. "Si un jugador se me acercara y me dijera que era gay, le diría: 'Has demostrado coraje'. Pero luego le diría que buscara algo más que hacer. Esto se debe a que aquellos que se salen a sí mismos siempre terminan atrapados por él, ridiculizados por sus compañeros de juego y por la gente en las gradas. Deberíamos ahorrarles estas cazas de brujas".

## Vida personal
Assauer vivió con la actriz Simone Thomalla hasta enero de 2009. 
El 31 de enero de 2012, Assauer confirmó los informes de los medios de comunicación de que él, todavía con solo 67 años, padecía la enfermedad de Alzheimer. Aussauer habló abiertamente sobre su enfermedad en varias entrevistas posteriores, que iniciaron una discusión pública sobre el Alzheimer, pero se retiró del público durante sus últimos años. El 6 de febrero de 2019, su pareja, Beata Schneider, anunció su muerte. Esta enterrado de forma anónima en un bosque funerario.

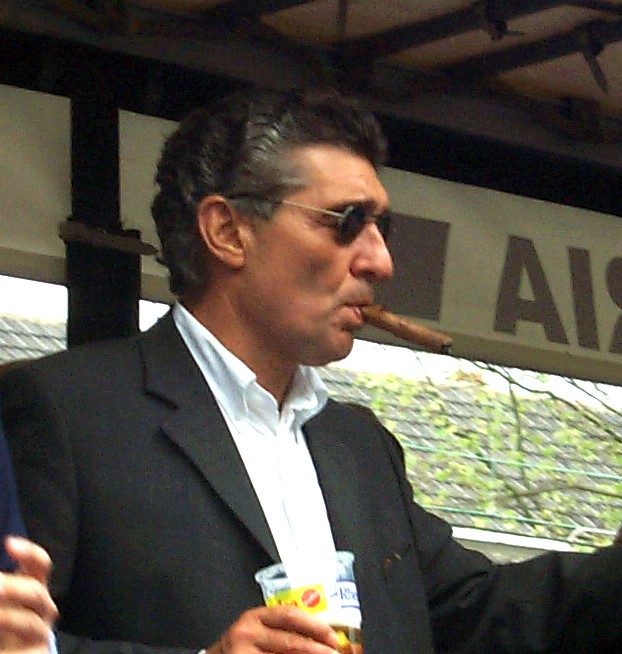
Assauer en 2002, durante las celebraciones de la victoria del Schalke Pokal.

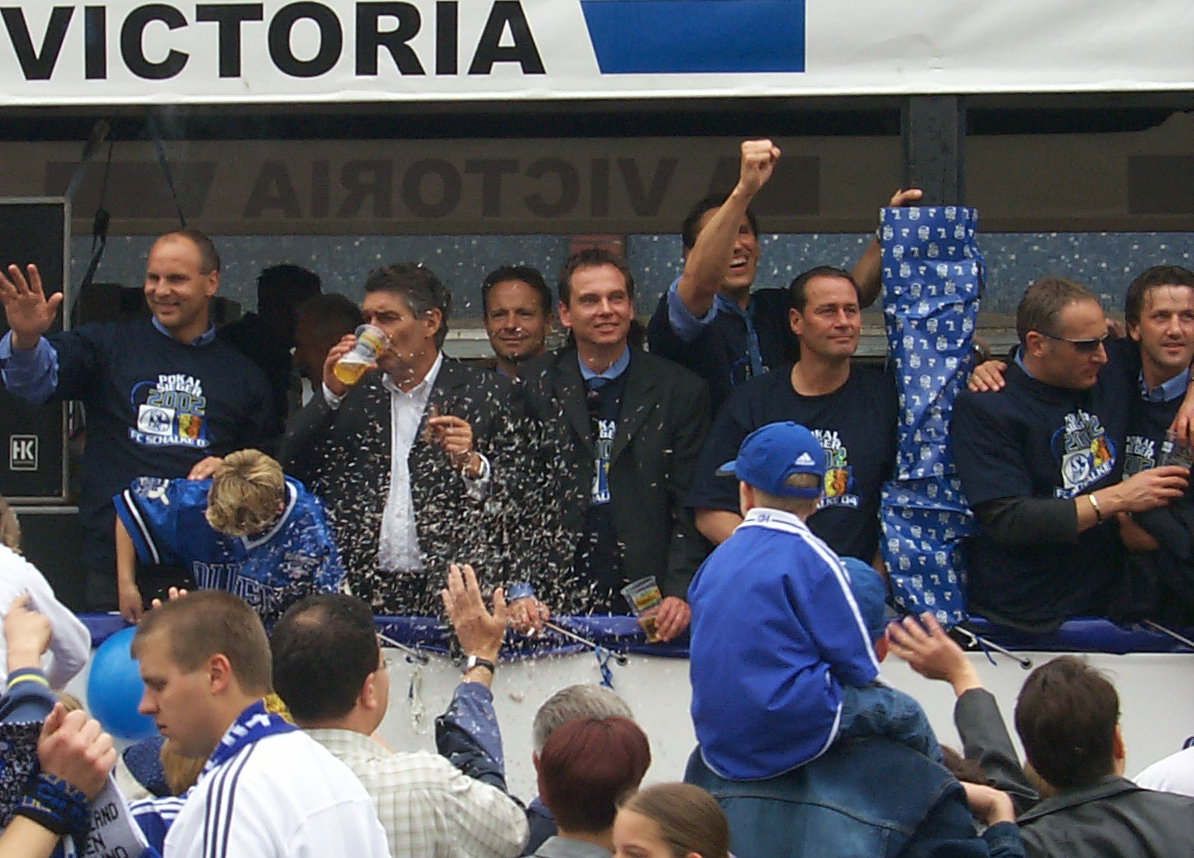
Assauer (segundo, izquierda) en 2002, durante las celebraciones de la victoria del Poka de Schalke.

Después de la muerte de Assauer resultó que prácticamente no tenía fortuna. En 2010, los documentos fiscales de Assauer todavía tenían un activo de 2,3 millones de euros. La fiscalía de Essen inició entonces una investigación. El tribunal le pidió a la hija del ex gerente que presentara una declaración de bienes, lo que ella no hizo en repetidas ocasiones. Además, un curador intentó averiguar dónde se habían ido los activos.

## Honores
- Ganador de la Copa de la UEFA: 1965-66.
- Subcampeón de la Bundesliga: 1965-66.
- Ganador de DFB-Pokal: 1964-65.